# Francisco Pizarro (Nariño)
Pour les articles homonymes, voir Francisco Pizarro (homonymie).
Francisco Pizarro est une municipalité située dans le département de Nariño en Colombie. Cette ville a été fondée le 15 février 1526 par Bartolomé Ruiz.